# Średniogórze Czeskie
Średniogórze Czeskie (czes. České středohoří) – pasmo górskie w północnych Czechach, w kraju usteckim. Przepływa przez nie Łaba, tworząc przełom zwany Porta Bohemica, czyli Czeska Brama. Powierzchnia Średniogórza Czeskiego wynosi 1265 km².
Góry te są zbudowane głównie ze skał bazaltowych i fonolitów wieku trzeciorzędowego, które świadczą o dawnym wulkanizmie. Charakterystycznym elementem rzeźby są izolowane wzniesienia w kształcie stożków, są to wygasłe wulkany. Do najsłynniejszych należą Milešovka – najwyższa góra, Lovoš czy Hazmburk. Niemal całe pasmo znajduje się na terenie Parku Krajobrazowego (CHKO) Średniogórze Czeskie, z siedzibą w Litomierzycach. Charakterystyczne jest występowanie ciepłolubnej roślinności stepowej: owsicy (Helictotrichon desertorum), ostnicy, lnu złocistego.

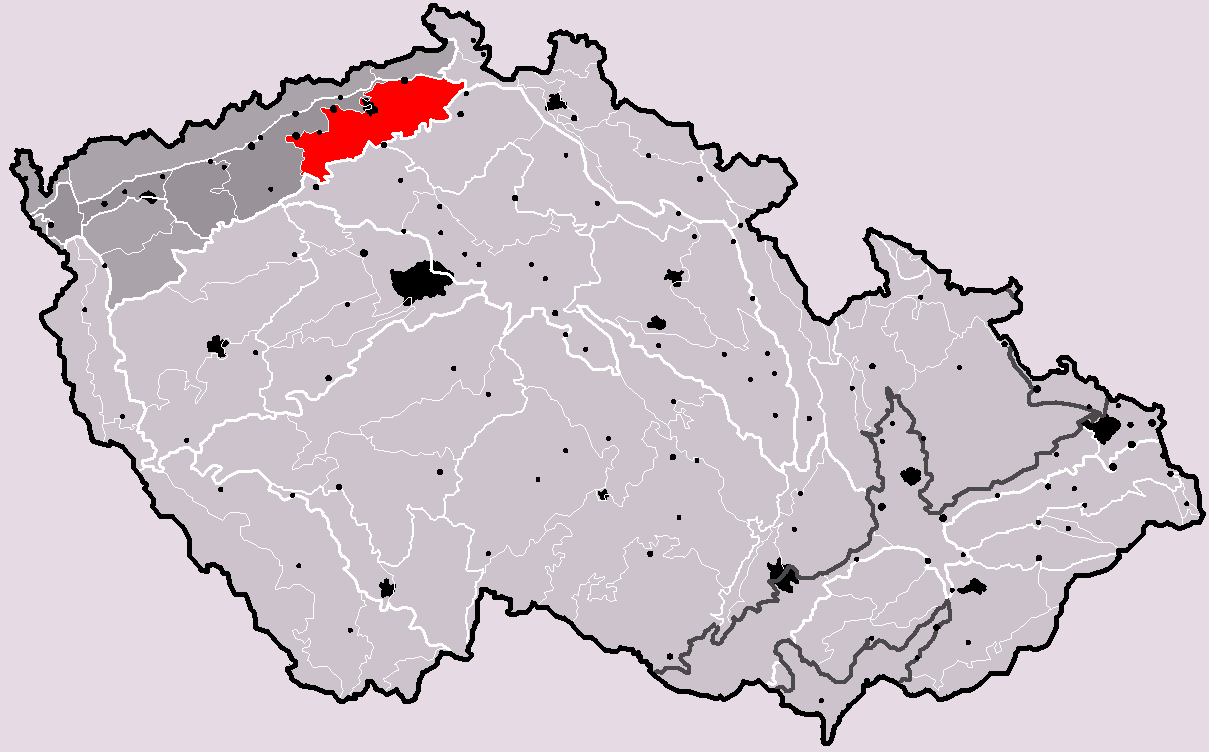
Średniogórze Czeskie na mapie Czech
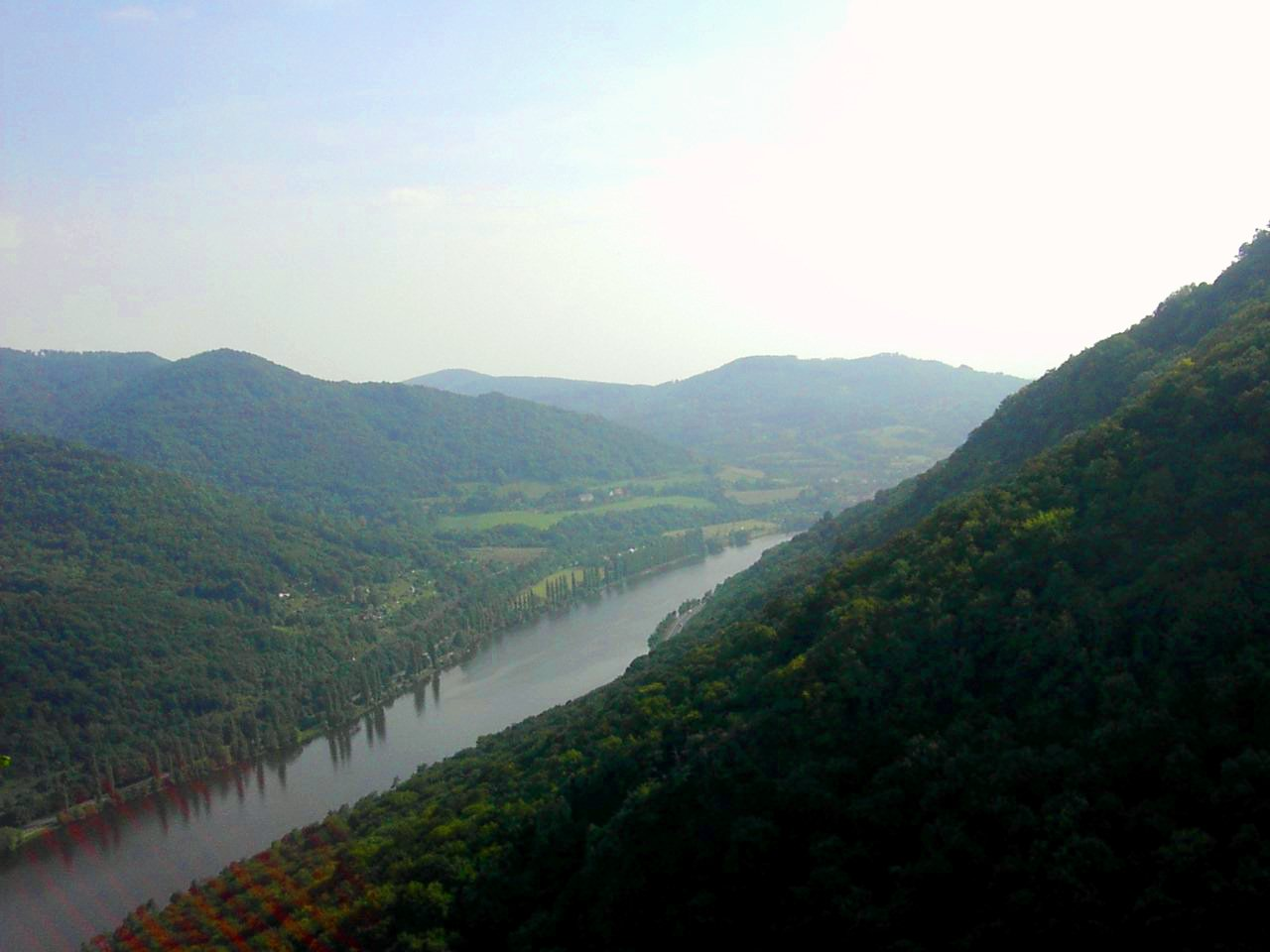
Porta Bohemica
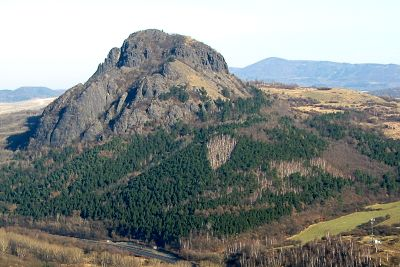
Bořeň

## Linki zewnętrzne

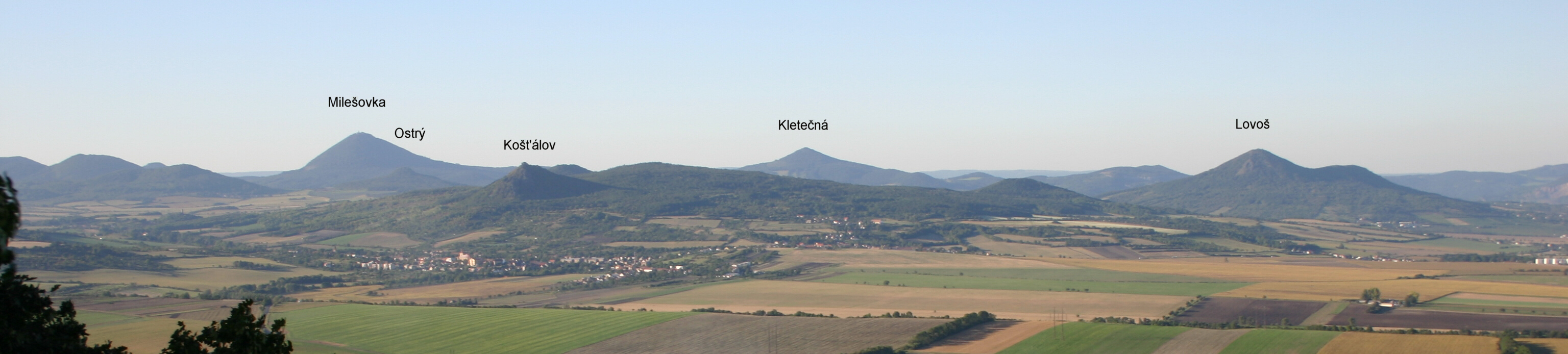
Panorama Średniogórza Czeskiego